# Perfectly Lonely
"Perfectly Lonely" is een nummer van de Amerikaanse singer-songwriter John Mayer. Het nummer verscheen op zijn album Battle Studies uit 2009. Op 13 november 2010 werd het nummer uitgebracht als de vierde en laatste single van het album.

## Achtergrond
"Perfectly Lonely" is geschreven door Mayer en geproduceerd door Mayer en Steve Jordan. Het nummer werd, net als de rest van het album, geschreven nadat Mayers relatie met Jennifer Aniston was beëindigd. Hij vertelde hierover: "Er is een soort eerlijkheid in dat album waardoor zij zich waarschijnlijk oncomfortabel voelde, maar ik kon dat niet in de weg laten staan van de manier waarop ik nummers schrijf."
In "Perfectly Lonely" beschrijft Mayer zijn leven zonder relatie als perfect, maar zegt hij tegelijk dat hij toch een nieuwe relatie zou willen beginnen als hij daarvoor de kans krijgt. Hij vertelt wat hij wil zijn, aangezien hij vindt dat vrouwen vaak beheersend worden. Het nummer wordt vergeleken met het werk dat Mayer op zijn voorgaande album Continuum uit 2006 uitbracht.
"Perfectly Lonely" werd enkel uitgebracht als promotiesingle. Desondanks werd het een hit in Nederland, met een negende plaats in de Top 40 en een 52e plaats in de Single Top 100.

## Hitnoteringen

### Nederlandse Top 40
| Hitnotering: 27-11-2010 t/m 12-03-2011 | Hitnotering: 27-11-2010 t/m 12-03-2011 | Hitnotering: 27-11-2010 t/m 12-03-2011 | Hitnotering: 27-11-2010 t/m 12-03-2011 | Hitnotering: 27-11-2010 t/m 12-03-2011 | Hitnotering: 27-11-2010 t/m 12-03-2011 | Hitnotering: 27-11-2010 t/m 12-03-2011 | Hitnotering: 27-11-2010 t/m 12-03-2011 | Hitnotering: 27-11-2010 t/m 12-03-2011 | Hitnotering: 27-11-2010 t/m 12-03-2011 | Hitnotering: 27-11-2010 t/m 12-03-2011 | Hitnotering: 27-11-2010 t/m 12-03-2011 | Hitnotering: 27-11-2010 t/m 12-03-2011 | Hitnotering: 27-11-2010 t/m 12-03-2011 | Hitnotering: 27-11-2010 t/m 12-03-2011 | Hitnotering: 27-11-2010 t/m 12-03-2011 | Hitnotering: 27-11-2010 t/m 12-03-2011 | Hitnotering: 27-11-2010 t/m 12-03-2011 |
| Week                                   | 1                                      | 2                                      | 3                                      | 4                                      | 5                                      | 6                                      | 7                                      | 8                                      | 9                                      | 10                                     | 11                                     | 12                                     | 13                                     | 14                                     | 15                                     | 16                                     |                                        |
| -------------------------------------- | -------------------------------------- | -------------------------------------- | -------------------------------------- | -------------------------------------- | -------------------------------------- | -------------------------------------- | -------------------------------------- | -------------------------------------- | -------------------------------------- | -------------------------------------- | -------------------------------------- | -------------------------------------- | -------------------------------------- | -------------------------------------- | -------------------------------------- | -------------------------------------- | -------------------------------------- |
| Positie                                | 24                                     | 18                                     | 17                                     | 18                                     | 18                                     | 18                                     | 14                                     | 12                                     | 9                                      | 9                                      | 10                                     | 13                                     | 17                                     | 21                                     | 29                                     | 37                                     | uit                                    |

### Single Top 100
| Hitnotering: 13-11-2010 t/m 12-02-2011 | Hitnotering: 13-11-2010 t/m 12-02-2011 | Hitnotering: 13-11-2010 t/m 12-02-2011 | Hitnotering: 13-11-2010 t/m 12-02-2011 | Hitnotering: 13-11-2010 t/m 12-02-2011 | Hitnotering: 13-11-2010 t/m 12-02-2011 | Hitnotering: 13-11-2010 t/m 12-02-2011 | Hitnotering: 13-11-2010 t/m 12-02-2011 | Hitnotering: 13-11-2010 t/m 12-02-2011 | Hitnotering: 13-11-2010 t/m 12-02-2011 | Hitnotering: 13-11-2010 t/m 12-02-2011 | Hitnotering: 13-11-2010 t/m 12-02-2011 | Hitnotering: 13-11-2010 t/m 12-02-2011 | Hitnotering: 13-11-2010 t/m 12-02-2011 | Hitnotering: 13-11-2010 t/m 12-02-2011 | Hitnotering: 13-11-2010 t/m 12-02-2011 |
| Week                                   | 1                                      | 2                                      | 3                                      | 4                                      | 5                                      | 6                                      | 7                                      | 8                                      | 9                                      | 10                                     | 11                                     | 12                                     | 13                                     | 14                                     |                                        |
| -------------------------------------- | -------------------------------------- | -------------------------------------- | -------------------------------------- | -------------------------------------- | -------------------------------------- | -------------------------------------- | -------------------------------------- | -------------------------------------- | -------------------------------------- | -------------------------------------- | -------------------------------------- | -------------------------------------- | -------------------------------------- | -------------------------------------- | -------------------------------------- |
| Positie                                | 96                                     | 55                                     | 56                                     | 53                                     | 52                                     | 78                                     | 63                                     | 65                                     | 66                                     | 65                                     | 72                                     | 69                                     | 68                                     | 79                                     | uit                                    |

### NPO Radio 2 Top 2000
| Nummer met noteringen in de NPO Radio 2 Top 2000 | '12  | '13  | '14  |
| ------------------------------------------------ | ---- | ---- | ---- |
| Perfectly Lonely                                 | 1617 | 1202 | 1805 |

1. ↑  Een vetgedrukt getal geeft de hoogste notering aan.
2. ↑  2012 was het eerste jaar met een notering voor dit nummer.
3. ↑  Deze tabel is bijgewerkt tot en met de laatste editie (2024).